# Karol Irzykowski
Karol Irzykowski est un écrivain et critique littéraire polonais né le 23 janvier 1873 à Błażkowa et mort le 2 novembre 1944 à Żyrardów.

## Biographie
Karol Irzykowski étudia à l'Université de Lviv puis déménagea à Cracovie en 1908, puis à Varsovie après la Première Guerre mondiale.
Son œuvre principale est le roman Pałuba (traduit en français sous le titre La Chabraque), commencé en 1891, publié en 1903 et adapté au cinéma en 1984.
Il fut membre de l'Académie polonaise de littérature fondée en 1933. Comme critique littéraire, il rejetait le réalisme.
Pendant la Seconde Guerre mondiale, Karol Irzykowski mourut de ses blessures subies pendant l'insurrection de Varsovie.

## Œuvres
- La Chabraque (Pałuba). roman, 1903 ;
- Les rêves de Maria Dunin, nouvelle, 1903 ;
- La Dixième Muse, Problèmes esthétiques sur le cinéma, essai, 1924 ;
- La Lutte pour le fond, 1929 ;
- Beniaminek. Sur Boy-Żeleński, 1933 ;
- L'Éléphant dans la porcelaine, 1934.